# Antica Corte Pallavicina
L'Antica Corte Pallavicina, nota anche come Castello Pallavicino e Palazzo delle Due Torri, è un'azienda agricola che sorge in strada Palazzo due Torri 3 a Polesine Parmense, nel comune di Polesine Zibello in provincia di Parma, a pochi passi dal fiume Po; l'edificio è sede di un relais, di un ristorante e del museo del culatello e del masalén.

## Storia
Nel 1249 il marchese Uberto Pallavicino, valoroso condottiero agli ordini dell'imperatore del Sacro Romano Impero Federico II di Svevia, ne ottenne l'investitura del territorio di Polesine, ove costruì una fortificazione, che, oltre a difendere l'adiacente porto sul fiume Po, garantiva il controllo dei traffici delle merci e degli spostamenti attraverso il corso d'acqua, per i quali era necessario pagare un dazio.
Pochi anni dopo, tuttavia, con la caduta degli Svevi, il Comune di Cremona si impossessò dei beni del Pallavicino, annettendo il territorio di Polesine, che da allora non si trovò più sul confine; di conseguenza la fortificazione perse la funzione originaria e fu abbandonata.
L'arrivo dei Visconti nel ducato di Milano consentì nel XIV secolo ai marchesi Pallavicino di rientrare in possesso dei loro territori; tuttavia le piene del Po, oltre a danneggiare la fortificazione, ne avevano spostato il corso più a nord, spingendo nel 1408 il marchese Rolando Pallavicino a realizzare accanto al fiume una nuova rocca, oggi non più esistente.
L'antico forte, ormai ridotto a rudere, fu quasi completamente ricostruito verso la fine del XV secolo, con funzioni prevalentemente residenziali, probabilmente dal marchese Galeazzo Pallavicino, appartenente al ramo di Busseto. Il castello, detto all'epoca "Casino Bianco", mantenne le originarie due torri angolari, ma fu interamente adattato alle esigenze abitative del marchese, con l'aggiunta di un loggiato, l'innalzamento dell'intera struttura e l'apertura di finestre più ampie; i lavori, che si conclusero nel XVI secolo, interessarono anche i soffitti del piano terreno, su cui furono realizzate le volte a ombrello, e le sale, che vennero dotate di camini e decorate.
Nel corso del secolo successivo furono modificati alcuni ambienti interni, tra cui il salone del primo piano, che fu frazionato in più vani; nel corso del XVII secolo furono inoltre decorate a tempera numerose stanze del palazzo.
Nel 1712, con la morte cardinale Rannuzio Pallavicino, il castello passò al marchese Vito Modesto, ultimo erede del ramo di Polesine; alla sua scomparsa nel 1731 il palazzo entrò fra i possedimenti del marchese Alessandro, appartenente al ramo di Zibello; quest'ultimo, però, non vi risiedette mai, in quanto gli preferì la Villa Pallavicino di Busseto.
Suo nipote Antonio Maria lo ereditò, decidendo tuttavia di affittarlo e, nel 1780, di alienarlo alla Camera ducale di Parma, quale caserma per i dragoni confinari, con la funzione di contrasto al contrabbando di merci fra le due rive del Po; l'edificio fu pertanto modificato, con l'aggiunta di nuove fortificazioni, la sostituzione delle finestre con feritoie e la tinteggiatura a calce delle pareti, che causò la perdita dei dipinti che arricchivano le sale.
Intorno al 1830 il Po si avvicinò nuovamente all'edificio, che fu profondamente danneggiato dalle sue acque, tanto da richiedere alcuni lavori di rinforzo e soprattutto l'abbassamento dell'intera struttura.
In seguito all'Unità d'Italia, il confine svanì e la fortificazione perse ogni funzione, pertanto il Demanio ne decise l'alienazione.
Nel 1897 l'ex sindaco di Soragna Alberto Galeotti acquistò la struttura con l'intenzione di trasformarla in asilo infantile; tuttavia, il palazzo si rivelò inadatto allo scopo e sette anni dopo fu alienato dagli eredi di Galeotti all'imprenditore Giuseppe Muggia, che lo destinò in parte a deposito di materiale edile; l'anno seguente la famiglia Spigaroli prese in affitto la tenuta, mentre l'edificio, a causa dell'avvicinamento delle acque del Po, si deteriorò sempre più marcatamente, fino al completo crollo di una delle due corti in conseguenza di una piena.
Dopo la prima guerra mondiale, il piccolo podere fu preso in locazione dall'affittuario di un terreno più ampio nei dintorni, mentre nel 1941 l'antico palazzo fu acquistato da Zemiro Usberti, già proprietario delle terre circostanti; l'edificio fu trasformato in azienda agricola e fu frazionato in numerose abitazioni per contadini e pescatori, sprofondando nel completo degrado.
Nel 1990 i fratelli Massimo e Luciano Spigaroli, discendenti dei primi affittuari, decisero di acquistare la proprietà, avviando un complesso intervento di ristrutturazione, che durò quasi vent'anni, consentendo il completo recupero di tutti gli ambienti; le antiche cantine ripresero l'originaria funzione, riempiendosi di culatelli e di forme di Parmigiano-Reggiano in stagionatura, il livello terreno fu trasformato in ristorante e il primo piano divenne un elegante relais di sei camere. Gli antichi dipinti a tempera che arricchivano le pareti furono inoltre riscoperti sotto le mani di calce e recuperati, anche se in buona parte danneggiati irreparabilmente a causa dell'incuria. Infine, nel 2018 il piano inferiore dell'edificio e le cantine divennero sede del museo del culatello e del masalén.

## Descrizione

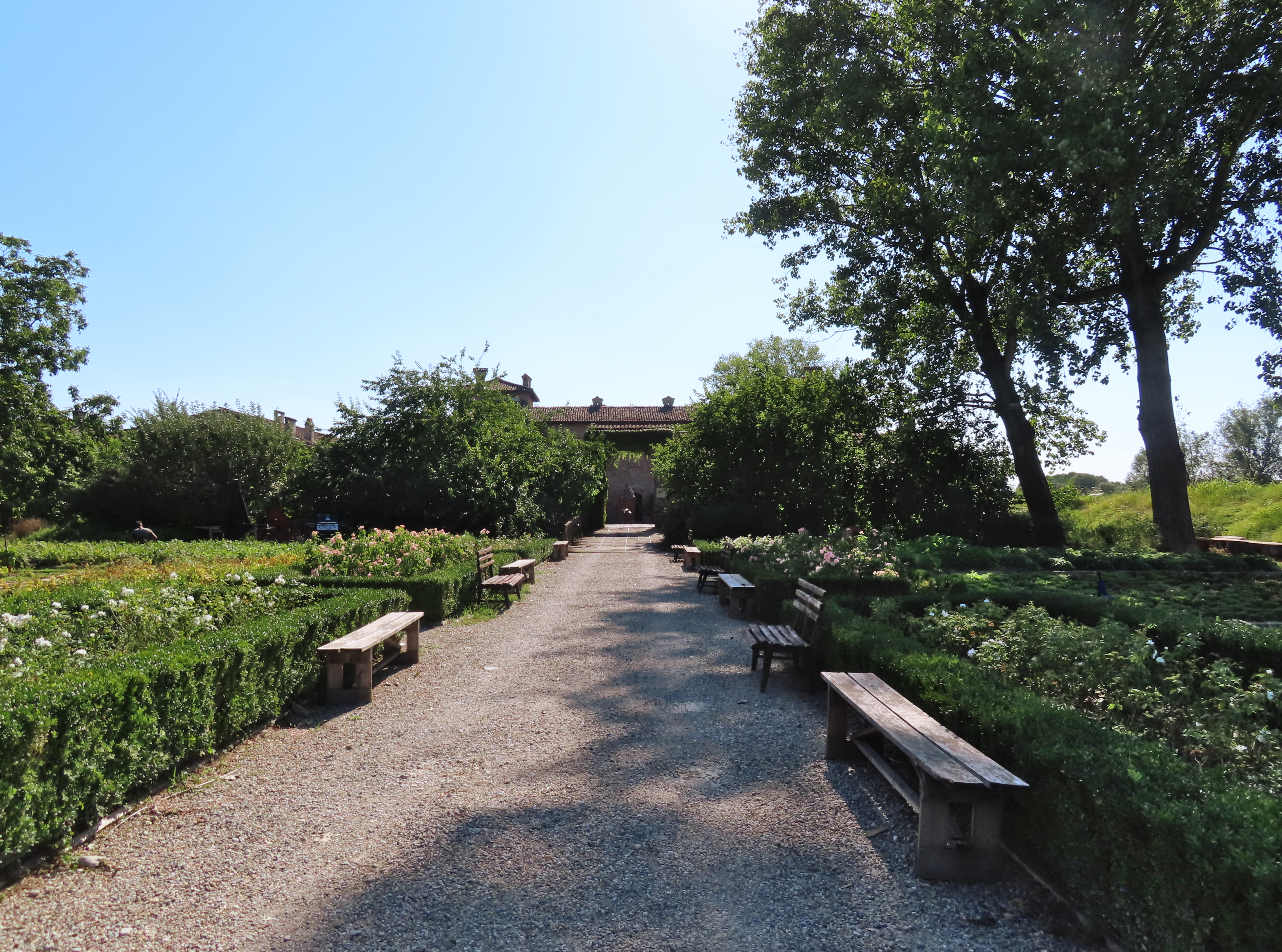
Vialetto di accesso alla corte

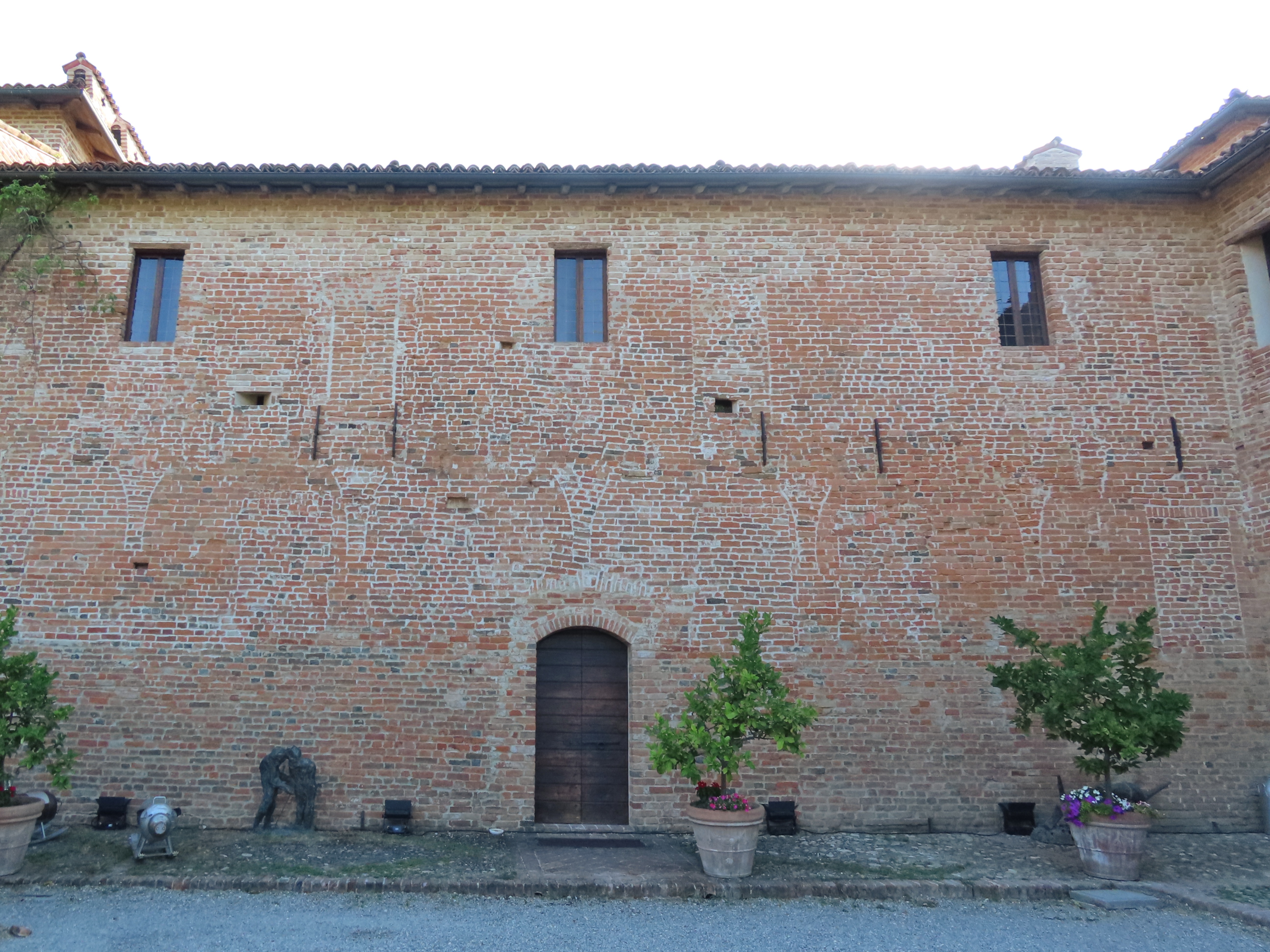
Lato ovest della corte

L'edificio si sviluppa attorno alla corte centrale, cui si accede attraversando un ponticello e un arco in mattoni.
La struttura più antica sorge sul lato ovest; in corrispondenza degli spigoli esterni sono evidenti le due antiche torri in aggetto, che si elevano rispetto al corpo centrale più basso; la simmetria è rotta dalla presenza al livello terreno di una finestra più piccola, all'interno di una struttura in laterizio totalmente priva di decorazioni.

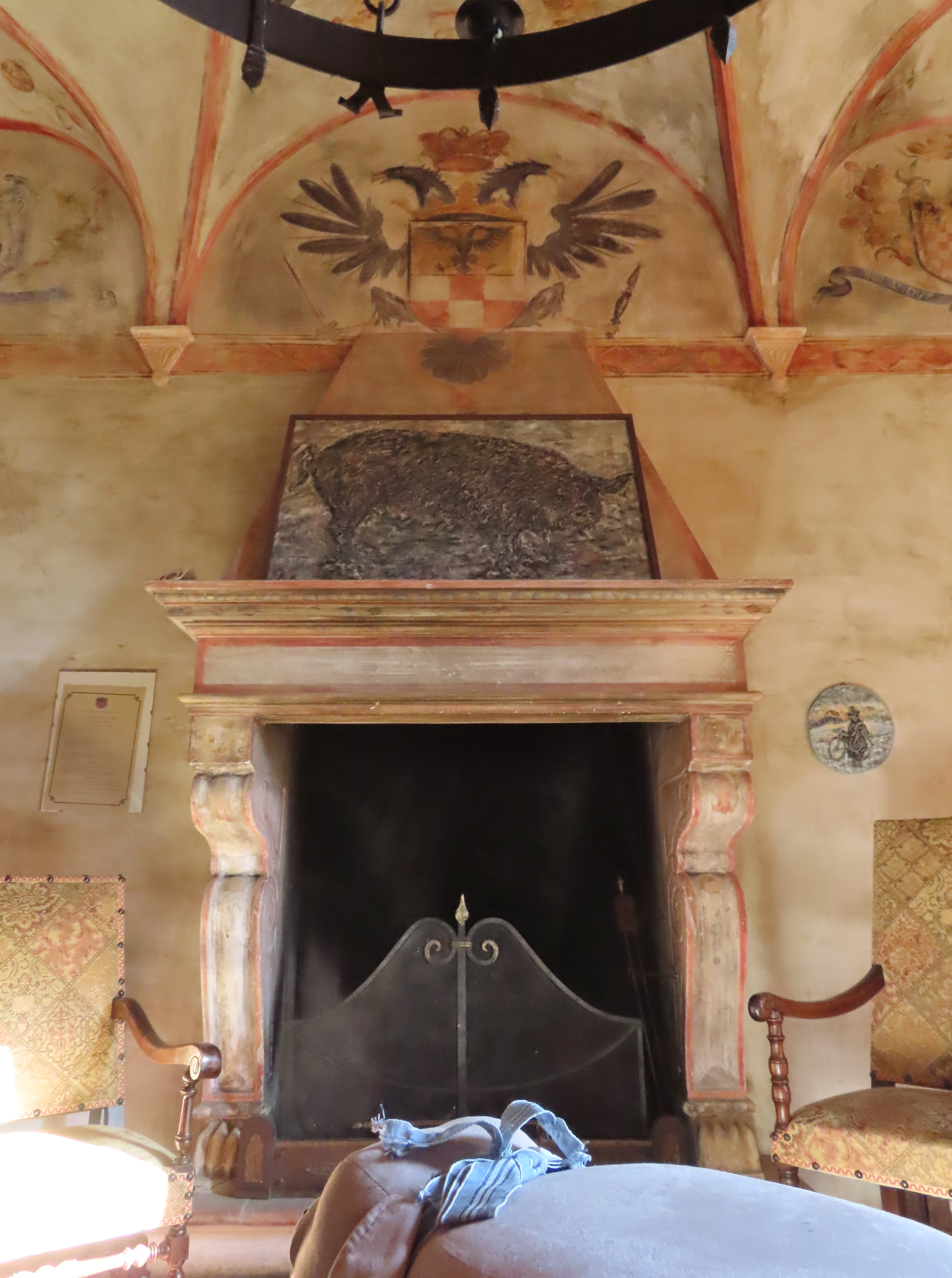
Sala degli Stemmi

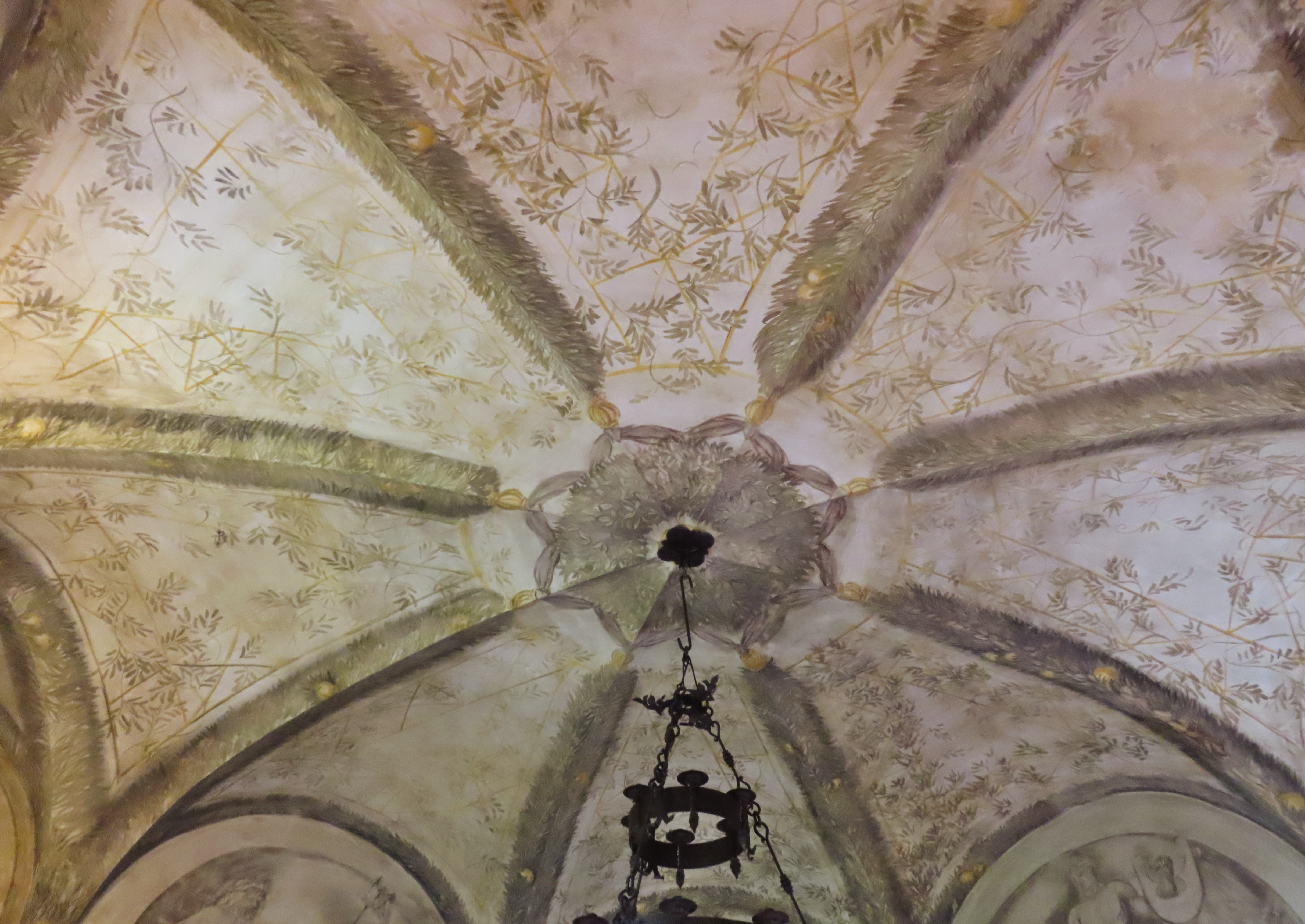
Volta della sala dell'Olimpo

Al contrario, gli interni presentano vari elementi di maggior pregio; varie sale del piano terreno sono ricoperte da volte a ombrello, arricchite da decorazioni a tempera che spesso interessano anche le cappe dei grandi camini. Al XVI secolo risalgono i dipinti rinascimentali di due sale del piano terreno sul lato sud, che rappresentano rispettivamente il ciclo dello Zodiaco e quello dell'Olimpo, oltre alle tracce di un fregio nella cucina; sono invece ascrivibili alla metà del XVII secolo i dipinti della sala centrale e di quella adiacente, che raffigurano rispettivamente numerosi stemmi dei membri della famiglia Pallavicino e delle loro consorti ed il ciclo delle stagioni; a cavallo del 1700 fu inoltre realizzata la decorazione della sala del piano terreno della torre nord, incentrata sul fiume Po e sulle attività che vi erano esercitate; fu infine dipinta alla fine del XVIII secolo la piccola cappella.

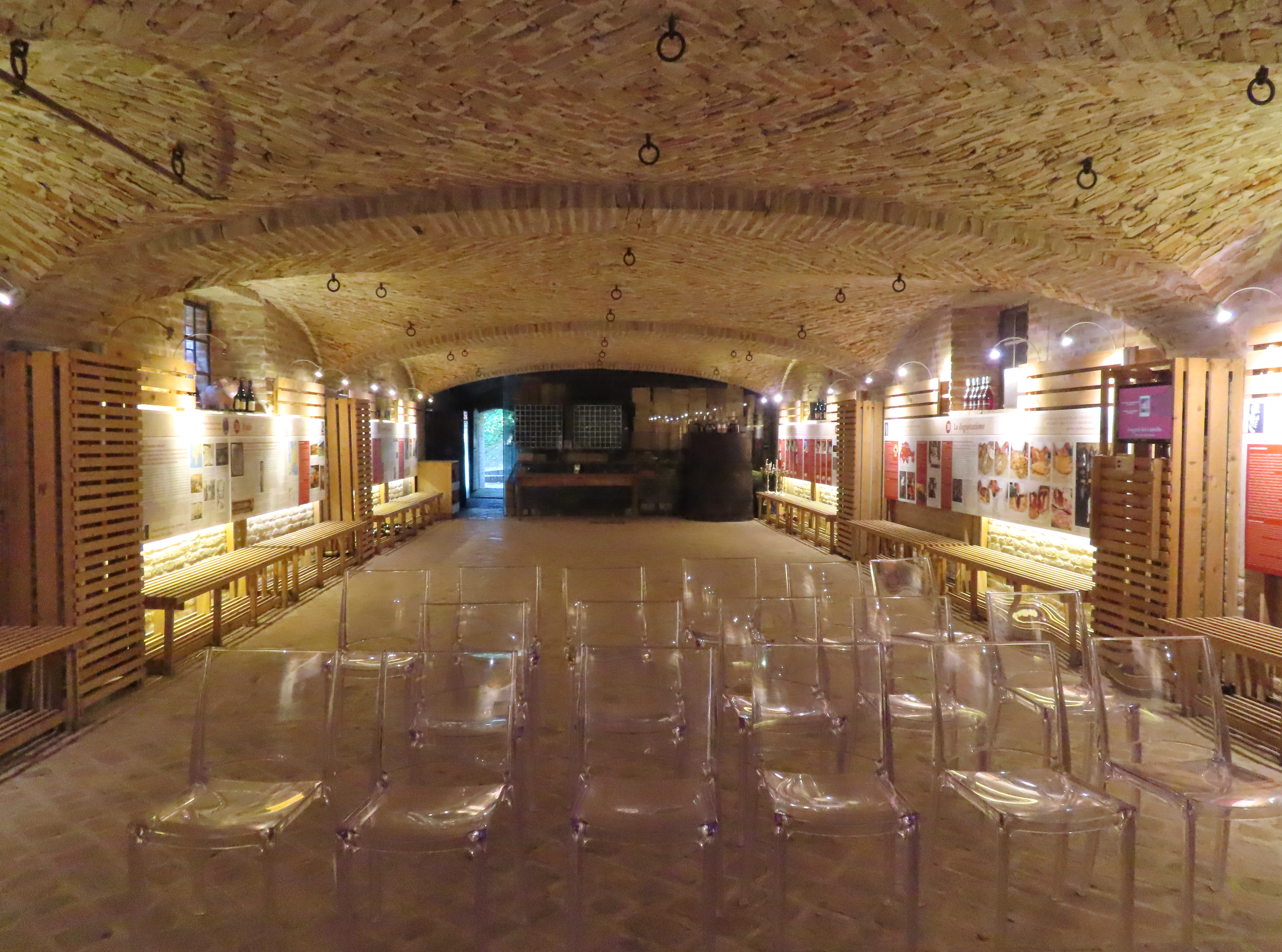
Sala sotterranea del museo del culatello e del masalén

Al primo piano gli ambienti sono invece coperti da soffitti lignei a cassettoni o capriate.

### Percorso di visita
L'antica Corte è aperta al pubblico e fa parte del circuito dei castelli dell'Associazione dei Castelli del Ducato di Parma, Piacenza e Pontremoli.
Risultano visitabili l'orto-giardino, la corte centrale, le sale affrescate e le cantine di stagionatura; è inoltre possibile visitare l'azienda agricola.